# 派拉蒙全球
40°45′28″N 73°59′11″W / 40.757778°N 73.986389°W
派拉蒙全球（英語：Paramount Global），簡稱“派拉蒙（Paramount）”，是美國一家大眾媒體與娛樂綜合企業；公司由全國娛樂公司控股並將其總部設立於紐約市曼哈頓中城時報廣場的阿斯特廣場一號。派拉蒙全球於2019年12月4日成立，原名“維亞康姆CBS（ViacomCBS）”。維亞康姆CBS由第二代CBS公司和維亞康姆合併而成；它們都是由初代維亞康姆分拆而來。該公司於2022年2月16日更名為現名。
派拉蒙的全球主要資產包括同名影視公司派拉蒙影業、CBS娛樂、派拉蒙媒體電視網和派拉蒙流媒體。派拉蒙影業擁有電影與電視製片廠；CBS娛樂控股CBS電視網及部分持股CW電視網並擁有上述兩家電視網的電視台站，同時還擁有負責監管BET、VH1等頻道及其他CBS品牌資產的BET娛樂集團；派拉蒙媒體電視網則是由數家美國的有線電視聯播網組建而成，它們包括MTV電視網、尼克樂恩電視網、喜劇中心、CMT電視網、派拉蒙電視網和Showtime電視網等；派拉蒙流媒體則擁有派拉蒙＋和冥王電視。除此之外，派拉蒙還擁有一個國際部門。該部門負責管理其付費電視網絡的國際版以及特定地區的資產，這包括阿根廷的聯合電視台、智利的智利電視台、英國的第五台和澳大利亞的十號電視網；同時其在2011年至2023年期間持有意大利彩虹工作室約30%的股份。
截至2019年，該公司經營170多個網絡，覆蓋180個國家或地區的約7億用戶。
2024年，派拉蒙全球公司的所有者全國娛樂公司就該公司被收購或合併公開了談判意願；華納兄弟探索公司、索尼影業集團、阿波羅全球管理公司和天舞媒體公司都表達了收購請求。據報道，派拉蒙全球在6月3日同意與天舞媒體合併，但雙方隨後於6月11日宣佈談判破裂並取消了早前擬議的合併協議。然而兩家公司在稍後又就該合併案展開了談判並在7月2日達成初步協議；天舞媒體將收購全國娛樂並合併派拉蒙以組建所謂的“新派拉蒙”。該合併案於2025年8月7日完成。

## 組建背景
派拉蒙影業公司、哥倫比亞廣播公司和維亞康姆公司都有一系列的涉及許多不同公司的併購及分拆歷史，但彼此在發展中又有著各種聯繫。派拉蒙影業公司成立於1912年，最初的名字為“著名演員電影公司”。
哥倫比亞廣播公司成立於1927年，派拉蒙影業公司在1929年到1932年期間持有該公司49%的股份。1952年，哥倫比亞廣播公司組建了CBS電視電影銷售（CBS Television Film Sales）部門，該部門負責處理CBS電視網所擁有電視劇片庫的廣播聯賣版權事宜。1958年，該部門改名為“CBS電影（CBS Films）”；1968年1月又改名為“CBS事業（CBS Enterprises）”；並最終於1970年更名為維亞康姆。
1971年，由於聯邦通訊委員會的新規則禁止電視聯播網擁有廣播聯賣部門，因此維亞康姆公司從哥倫比亞廣播公司內分拆出來；這條規則最後於1993年被取消。1986年，維亞康姆公司分別從華納傳播公司和美國運通公司手中收購了MTV電視網與表演時刻 / 電影頻道公司。
1987年，維亞康姆公司被影院運營公司全國娛樂公司收購。
與此同時，派拉蒙影業公司在1966年被海灣與西方工業公司收購並於1989年改名為“派拉蒙傳播公司”。而維亞康姆公司又於1994年收購了派拉蒙傳播公司。
1999年，維亞康姆公司計劃收購其前母公司哥倫比亞廣播公司，這是該公司迄今規模最大的並購案；哥倫比亞廣播公司於1995年被西屋電氣公司收購後改名為CBS公司。合併最終於2000年完成，至此哥倫比亞廣播公司與其曾有的廣播聯賣公司重新整合。2005年12月31日，維亞康姆公司宣佈分拆為新的CBS公司（原維亞康姆公司的繼承者）和新的維亞康姆公司。

## 發展歷史

### 併購經過
2016年9月29日，CBS公司與維亞康姆公司的共同母公司全國娛樂公司致函兩家公司，鼓勵它們重新合併為一家公司。同年12月21日，涉及兩家公司的合併交易被取消。
2018年1月12日，根據CNBC的報道，在美國電報電話公司與時代華納公司合併及華特迪士尼公司擬收購21世紀福克斯公司大部分資產等兩個消息被公佈後，維亞康姆公司重啟了併購CBS公司的談判。也是在這個時候，維亞康姆公司與CBS公司都面臨著來自網飛和亞馬遜等網絡視頻公司的重大壓力。隨後又有報道聲稱，維亞康姆公司與CBS公司將在合並後意圖收購製片公司獅門影視公司。有趣的是，維亞康姆和獅門都又興趣收購韋恩斯坦公司。尤其是在韋恩斯坦效應產生之後，維亞康姆被列為22家有可能收購韋恩斯坦公司的潛在買家之一。但是韋恩斯坦公司的最終買家卻是瑪麗亞·孔特雷拉斯-斯威特，她以5億美元的價格買下了該公司的全部資產。隨後燈籠資本（Lantern Capital）收購了韋恩斯坦公司並將其改組成為燈籠娛樂。
2018年3月30日，CBS公司以略低於維亞康姆公司市值的報價對其提出了全股權收購要約，同時還堅持由包括長期擔任CBS公司董事長兼總裁的萊斯·莫文維斯在內的該公司現有領導層來負責監督重組後的新公司。維亞康姆公司以報價太低而拒絕了這次收購要約；它一方面提出增加28億美元的報價，另一方面要求讓鮑勃·巴基什在新公司擔任在萊斯·莫文維斯之下的公司總裁兼首席運營官。這些衝突被認為是由於莎莉·雷石東意圖獲得更多對CBS公司及其管理層的控制權而導致的。
最終CBS公司在2018年5月14日起訴其和維亞康姆公司的共同母公司全國娛樂公司，指控公司所有者莎莉·雷石東濫用其投票權並在未獲得兩家公司的支持下安排了這場強制收購。同時CBS公司還指責雷石東阻止威訊通訊收購自己並表示這場收購更有利於其股東的利益。
2018年5月23日，萊斯·莫文維斯表示他認為維亞康姆頻道是一個“沉重負擔”並表示CBS無限內容（即現在的派拉蒙＋）可以提供更好的內容服務；同時他還認為相較於與維亞康姆公司的交易，CBS公司可以有更好的選擇，例如米高梅、獅門或索尼影業等。而且莫文維斯認為鮑勃·巴基什是一個威脅，因為他不希望莎莉·雷石東的盟友在合並後新公司的董事會擁有席位。
2018年9月9日，萊斯·莫文維斯因為多項性侵指控被被迫退出CBS公司的管理層。而全國娛樂公司也承諾在其與莫文維斯達成和解之日的兩年內不再提議CBS公司與維亞康姆公司合併。
2019年5月30日，CNBC報道稱CBS公司與維亞康姆公司將在同年6月中旬討論合並事宜。由於強烈反對所有合併提議的萊斯·莫文維斯已經辭職，所以兩家公司重啟合並談判成為可能。這個傳聞是在CBS公司從獅門手中收購星光公司後傳開的。根據部分報道的說法，這兩家媒體公司將2019年8月8日列為達成併購協議的非正式截止日。CBS公司宣佈將以高達154億美元的報價收購維亞康姆公司，這將是兩家公司的重組交易條件之一。
2019年8月2日，CBS公司與維亞康姆公司均同意合並為一個實體，同時兩家公司就新實體公司的管理團隊達成協議。鮑勃·巴基什將擔任新公司的首席執行官，而CBS公司的總裁兼代理首席執行官約瑟夫·伊安尼洛則將在新公司裡負責監管CBS公司相關品牌的資產。2019年8月7日，隨著重組談判的持續，CBS公司和維亞康姆分別公佈了其季度收益。

### 早期經營

維亞康姆CBS公司標誌（2019年—2022年）
該標誌最初版的顏色為黑色；而在2019年至2022年期間，VIACOM與CBS字樣的顏色與現在相反。

2019年8月13日，CBS公司與維亞康姆公司正式宣佈達成合併協議；合並後的新公司將命名為“維亞康姆CBS公司”並由莎莉·雷石東擔任董事長。在達成合併協議後，兩家公司又宣佈該交易預計將於2019年年底完成，因為交易尚需獲得監管機構及股東的同意。同時這次收購也需獲得聯邦貿易委員會的批准。
2019年10月28日，CBS公司與維亞康姆公司的共同母公司及大股東全國娛樂公司批准了這次合併同時宣佈該交易將於2019年12月初完成。當CBS公司從紐約證券交易所退市摘牌後，新組建的公司以及的股票代碼將在納斯達克上市交易。
2019年11月25日，CBS公司與維亞康姆公司宣佈合併交易最終將於同年12月4日完成，新公司的股票將在合並完成後的次日正式在納斯達克開始交易。鮑勃·巴基什確認維亞康姆CBS公司的合併正式完成。
2019年12月10日，在兩家公司合併完成數日後，新公司總裁鮑勃·巴基什宣佈他們正在考慮剝離出售黑岩大廈；該建築自1962年起便是原CBS公司及其前身哥倫比亞廣播公司的總部所在地。他表示“黑岩大廈不是我們所需要擁有的資產，這些錢放在其他地方會有更好的利用。”同年12月20日，維亞康姆CBS公司同意以3.70億美元的價格從貝因媒體集團處購得米拉麥克斯影業49%的少數股權。而作為交易協議的一部分，派拉蒙影業將擁有米拉麥克斯影業片庫的長期獨家發行權，同時還擁有基於米拉麥克斯影業版權資源進行共同開發影視項目的優先認購權。
2020年3月2日，公司執行副總裁達納·麥克林托克（Dana McClintock）宣佈將從維亞康姆CBS公司離職；自入職CBS傳播公司（CBS Communications）以來，他已為該公司服務27年。而在兩日後的3月4日，維亞康姆CBS公司宣佈計劃出售其旗下出版業務部門西蒙與舒斯特；鮑勃·巴基什認為該部門“與我們更廣泛的業務缺乏重要聯繫”。
2020年6月19日，原特納廣播公司負責南歐與北非地區事務的高級副總裁傑姆·翁達爾扎（Jaime Ondarza）維亞康姆CBS電視網國際部門負責法國、西班牙、葡萄牙、義大利、希臘、土耳其和中東地區的負責人。
2020年8月4日，維亞康姆CBS公司宣佈其旗下的聯網電視廣告平台將於當年秋季推出。
2020年9月14日，維亞康姆CBS公司宣佈其又達成一項交易協議。根據該協議，公司將原隸屬CBS互動的CNET媒體集團以5億美元的價格出售給紅色風投。本次交易涉及的資產包括CNET同名技術網站以及ZDNet、GameSpot、TV Guide數字資產、Metacritic和Chowhound等。這筆交易將在同年10月30日完成。
2020年11月17日，根據多家媒體的報道，包括維旺迪、貝塔斯曼旗下企鵝蘭登書屋及新聞集團旗下哈珀柯林斯在內的多家企業曾有意以超過17億美元的報價收購維亞康姆CBS公司旗下的西蒙與舒斯特。而維亞康姆CBS公司預計收購投標將在同年11月26日前進行，而企鵝蘭登書屋則在11月25日就同意以21.75億美元的價格收購西蒙與舒斯特。但這筆交易被美國聯邦法官潘愉要求延後兩年進行。
2021年8月16日，維亞康姆CBS公司宣佈他們已將其前身公司之一的哥倫比亞廣播公司的原總部所在地CBS大樓以7.6億美元的價格出售給房地產投資與管理公司國際港灣集團（Harbor Group International）並隨後以短期租約的形式將這棟樓租賃下來使用。同年9月28日，維亞康姆CBS公司與軟件及數據公司達成合作協議。10月28日，公司又收購了西班牙語電視內容製作公司哥倫比亞電視及墨西哥電視工作室（Estudios TeleMexico）的多數股權。而到了年底11月30日，維亞康姆CBS公司再度宣佈以18.5億美元的價格將其片場CBS工作室中心出售給哈克曼資本合夥公司（Hackman Capital Partners）和平方英里資本管理公司（Square Mile Capital Management）。
2022年1月5日，《華爾街日報》報道稱維亞康姆CBS公司與華納媒體公司（該公司後被所有者出售給探索公司並重組為華納兄弟探索公司）正在探討出售其所有CW電視網的部分或全部股權，而次星媒體集團被認為是主要的競購者。同時還有報道稱維亞康姆CBS公司和華納媒體公司將在收購協議裡包含一項承諾條款，要求未來的任何購買者都必須從上述兩家公司購買新節目以保證他們可以持續從該電視網獲取收益。時任CW電視網總裁兼首席執行官的馬克·佩德維茲在給其員工的一份備忘錄裡承認了有關潛在收購的討論，但他同時還補充道“現在猜測可能會發生什麼還為時過早”。

## 主要資產
派拉蒙全球公司由下列七大主要事業部門所組成。
- 派拉蒙影業公司是派拉蒙全球公司的同名影視部門，由負責實體影視製片廠及後期製作公司的派拉蒙工作室集團（Paramount Studio Group）、製作場地和設施，以及由派拉蒙家庭娛樂公司（英语：Paramount Home Entertainment）、CBS家庭娛樂公司（英语：CBS Home Entertainment）和派拉蒙音樂公司（英语：Paramount Music）所修復或保存的影音檔案所組成。而其旗下的維亞康姆數字工作室（Viacom Digital Studios）則由數字線上及視頻網絡資產組成，其中就包括非常好公司（英语：Awesomeness (company)）。[70]
  - 派拉蒙電影集團（Paramount Motion Picture Group）專注於院線電影的製作與發行，其負責發行的電影除了旗艦廠牌派拉蒙影業外還包括派拉蒙動畫（英语：Paramount Animation）、派拉蒙演員（英语：Paramount Players）及佔股49%的米拉麥克斯影業。同時它還擁有共和影業（英语：Republic Pictures）等其他資產。[71]
  - 派拉蒙電視集團（Paramount Television Group）則專注於電視製作設施的管理和運營，這其中包括CBS工作室（英语：CBS Studios）、CBS媒體風險投資（英语：CBS Media Ventures）、大票房電視（英语：Big Ticket Entertainment）、尼克樂恩動畫工作室（英语：Nickelodeon Animation Studio）和MTV娛樂工作室等。

- CBS娛樂由CBS品牌相關資產組成，這其中包括CBS電視網、CBS新聞和電視台站（英语：CBS News and Stations），同時擁有CW電視網約12.5%的股權。此外該部門還擁有BET娛樂集團，該集團旗下服務包括旗艦頻道BET和VH1及其他有線電視頻道。

- CBS體育則是由派拉蒙全球公司旗下所有與體育相關的品牌資產所組成的事業部門。

- 派拉蒙媒體電視網包括派拉蒙全球公司在美國所擁有的付費電視頻道，這其中就包括音樂電視網、尼克樂恩電視網、Showtime電視網、喜劇中心、電視島（英语：TV Land）、派拉蒙電視網、標誌電視（英语：Logo TV）、CMT電視網、流行頻道（英语：Pop (American TV channel)）、史密森尼頻道（英语：Smithsonian Channel）、電影頻道（英语：The Movie Channel）和弗利克斯頻道（英语：Flix (TV network)）等。

- 派拉蒙國際電視網負責運營其旗下電視頻道的國際版，同時該部門依據地理位置分為三個地區分部門：英國與澳大利亞地區（英语：Paramount Networks UK & Australia）、歐洲、遠東、北非與亞洲地區（英语：Paramount Networks EMEAA）和美洲地區（英语：Paramount Networks Americas）。除此之外，派拉蒙國際電視網還在部分特定國家或地區運營著本地電視網，例如英國的第五台、澳大利亞的十號電視網、阿根廷的聯合電視網和智利的智利電視網（英语：Chilevisión）。並且它還與AMC電視網國際（英语：AMC Networks International）在歐洲共同運營CBS旗下相關品牌頻道。

- 派拉蒙流媒體專注於全球OTT媒體服務，旗下業務包括派拉蒙＋、冥王電視（英语：Pluto TV）、天空Showtime（英语：SkyShowtime）（通過天空集團與康卡斯特共同持股）、CBS新聞全天候、CBS體育臻選（英语：CBS Sports HQ），同時在2020年完成收購後擁有了福寶電視。[72]

- 派拉蒙消費產品與體驗（Paramount Consumer Products and Experiences）則專注於派拉蒙旗下品牌的零售和商品授權。它由派拉蒙消費產品公司（英语：Paramount Consumer Products）和一些主題公園組成。[73]

## 重要高管
以下名單來自派拉蒙全球公司官方網站。
| - 莎莉·雷石東——非執行董事長 - 芭芭拉·伯恩（Barbara M. Byrne） - 琳達·格里戈（Linda M. Griego） - 茱蒂絲·麥克海爾 - 小查爾斯·菲利普斯 - 蘇珊·舒曼（Susan Schuman） | - 喬治·奇克斯（George Cheeks）——CBS電視網總裁兼首席執行官 - 克里斯·麥卡錫——Showtime電視網和MTV娛樂工作室 - 布萊恩·羅賓斯——派拉蒙影業和尼克樂恩總裁兼首席執行官 |

### 腳註
1. ↑  佔股9.7%但擁有79.9%的投票權。[1]

### 出典
1. ↑  . 派拉蒙全球. 2021-04-02  [2024-10-23]. （原始内容存档于2022-03-26）.
2. ↑  . 派拉蒙全球. 2019-08-19  [2024-10-23]. （原始内容存档于2025-04-05）.
3. ↑  . 美國證券交易委員會. 2023-12-31  [2024-10-23]. （原始内容存档于2025-02-20）.
4. 1 2  Tony Maglio. . TheWrap. 2019-12-25  [2024-10-23]. （原始内容存档于2019-11-29）.
5. ↑  Martin Baccardax. . 華爾街. 2022-02-16  [2024-10-23]. （原始内容存档于2022-02-17）.
6. ↑  Scott Roxborough; Patrick Brzeski. . 好萊塢報道. 2021-05-24  [2024-10-23]. （原始内容存档于2022-06-11）. ViacomCBS counts Argentina's Telefe and producer Iginio Straffi's Italian TV shingle Rainbow, in which it has a 30 percent stake, among its global assets.
7. ↑  . Vault.com.   [2024-10-23]. （原始内容存档于2020-03-28）.
8. ↑  Benjamin Mullin; Lauren Hirsch. . 紐約時報. 2024-07-03  [2024-10-23].
9. ↑  . 環球電訊社. 2024-07-07  [2024-10-23]. （原始内容存档于2025-07-25）.
10. ↑  Skydance Closes $8 Billion Paramount Acquisition: ‘Today Marks Day One of a New Paramount,’ David Ellison Says
11. ↑  Skydance Media and Paramount Global Complete Merger, Creating Next Generation Media Company
12. ↑  Samuel Spencer. . 新聞周刊. 2022-02-16  [2024-10-23]. （原始内容存档于2022-06-27）.
13. ↑  Richard Abel.  Updated and Expanded Edition. University of California Press. 1998: 10. ISBN 9780520079366.
14. ↑  Laurence Bergreen. . Doubleday. 1980: 61. ISBN 9780385144650.
15. ↑  Erik Barnouw. . University of California Press USA. 1966: 10. ISBN 9780195004748.
16. ↑  David Croteau; William Hoynes. . Pine Forge Press. 2006: 100–101. ISBN 9781412913157.
17. ↑  Geraldine Fabrikant. . 紐約時報 (紐約時報公司). 1986-09-17: D1  [2024-10-23]. （原始内容存档于2021-01-30）. In November 1985, Viacom acquired MTV for $326 million in cash and warrants. One-third of MTV was publicly owned; the rest was owned by Warner Communications and the American Express Company. At the same time, Viacom bought 50 percent of Showtime, the pay television service, that it did not already own for $184 million.
18. ↑  . 洛杉磯時報 (洛杉磯時報傳播有限責任公司). 1987-06-10  [2024-10-23]. （原始内容存档于2023-06-15）.
19. ↑  Linda Williams. . 洛杉磯時報. 1989-04-10  [2024-10-23]. （原始内容存档于2013-06-26）.
20. ↑  . CBS新聞. 2000-04-26  [2024-10-23]. （原始内容存档于2020-10-20）.
21. ↑  . 美國證券交易委員會. 2006-01-01  [2024-10-23]. （原始内容存档于2025-06-14）.
22. ↑  Georg Szalai. . 好萊塢報道. 2016-09-29  [2024-10-24]. （原始内容存档于2016-12-15）.
23. ↑  David Faber. . CNBC. 2016-12-12  [2024-10-24]. （原始内容存档于2017-10-01）.
24. ↑  Christine Wang. . CNBC. 2018-01-12  [2024-10-24]. （原始内容存档于2018-01-13）.
25. ↑  Anita Busch; Dawn C. Chmielewski. . Deadline Hollywood. 2018-01-17  [2024-10-24]. （原始内容存档于2019-08-13）.
26. 1 2  Matt Donnelly; Sharon Waxman. . TheWrap. 2017-12-26  [2024-10-24]. （原始内容存档于2025-02-15）.
27. ↑  Ryan Faughnder. . 洛杉磯時報. 2018-03-01  [2024-10-24]. （原始内容存档于2018-03-02）.
28. ↑  Dawn C. Chmielewski. . Deadline Hollywood. 201-8-03-01  [2024-10-24]. （原始内容存档于2018-03-02）.
29. ↑  Kim Masters. . 好萊塢報道. 2018-04-11  [2024-10-24]. （原始内容存档于2018-04-11）.
30. ↑  Cynthia Littleton. . Variety. 2018-04-11  [2024-10-24]. （原始内容存档于2018-04-12）.
31. ↑  Jef Feeley; Lucas Shaw. . 彭博社. 2018-05-14  [2024-10-24]. （原始内容存档于2018-05-15）.
32. ↑  Dawn C. Chmielewski. . Deadline Hollywood. 2018-05-14  [2024-10-24]. （原始内容存档于2018-05-14）.
33. ↑  Dawn C. Chmielewski. . Deadline Hollywood. 2018-05-14  [2024-10-24]. （原始内容存档于2024-11-27）.
34. ↑  Paul Bond. . 好萊塢報道. 2018-05-23  [2024-10-24]. （原始内容存档于2022-02-17）.
35. ↑  Ryan Parker. . 好萊塢報道. 2018-09-09  [2024-10-24]. （原始内容存档于2022-02-16）.
36. ↑  Meg James. . 洛杉磯時報. 2019-05-30  [2024-10-24]. （原始内容存档于2019-06-01）.
37. ↑  Ben Munson. . StreamTV Insider. 2019-07-16  [2024-10-24].
38. ↑  Cynthia Littleton. . Variety. 2019-07-19  [2024-10-24]. （原始内容存档于2019-07-31）.
39. ↑  Paul Bond; Georg Szalai. . 好萊塢報道. 2019-07-19  [2024-10-24]. （原始内容存档于2019-07-31）.
40. ↑  Benjamin Mullin; Cara Lombardo. . 華爾街日報. 2019-08-02  [2024-10-24]. （原始内容存档于2021-03-09）.
41. ↑  Jon Lafayette. . 廣播與有線. 未來美國. 2019-08-07  [2024-10-24]. （原始内容存档于2022-02-16）.
42. ↑  Luke Bouma. . Cord Cutters News. 2019-08-07  [2024-10-24]. （原始内容存档于2024-11-27）.
43. ↑  Charles Gasparino; Lydia Moynihan. . 福斯財經網. 2019-08-13  [2024-10-24]. （原始内容存档于2021-03-11）.
44. ↑  Georg Szalai; Paul Bond; Etan Vlessing. . 好萊塢報道. 2019-08-13  [2024-10-24]. （原始内容存档于2022-02-16）.
45. 1 2 3   (PDF). CBS公司. 2019-08-13  [2024-10-24]. （原始内容 (PDF)存档于2019-08-13）.
46. ↑  Brian Steinberg. . Variety. 2019-10-28  [2024-10-24]. （原始内容存档于2019-10-28）.
47. ↑  Alex Weprin. . 公告牌. 2019-10-29  [2024-10-24]. （原始内容存档于2023-04-08）.
48. ↑  . 美國商業資訊. 2019-11-25  [2024-10-24]. （原始内容存档于2019-11-30）.
49. ↑  Alex Weprin. . 好萊塢報道. 2019-12-04  [2024-10-24]. （原始内容存档于2022-04-25）.
50. ↑  Alex Weprin. . 好萊塢報道. 2019-12-09  [2024-10-25]. （原始内容存档于2022-02-17）.
51. ↑  Georg Szalai. . 好萊塢報道. 2019-12-20  [2024-10-25]. （原始内容存档于2022-02-17）.
52. ↑  Dominic Patten. . Deadline Hollywood. 2020-03-02  [2024-10-25]. （原始内容存档于2020-07-02）.
53. ↑  Tim Baysinger. . TheWrap. 2020-03-04  [2024-10-25]. （原始内容存档于2020-08-18）.
54. ↑  Jonathan Easton. . TBI Vision. Informa PLC. 2020-06-19  [2024-10-25]. （原始内容存档于2020-10-06）.
55. ↑  Dade Hayes. . Deadline Hollywood. 2020-08-04  [2024-10-25]. （原始内容存档于2020-09-23）.
56. ↑  Ingrid Lunden. . TechCrunch. 雅虎. 2020-09-14  [2024-10-25]. （原始内容存档于2021-02-28）.
57. ↑  Benjamin Mullin. . 華爾街日報. 2020-09-14  [2024-10-25]. （原始内容存档于2020-10-10）.
58. ↑  . 美通社. 2020-10-30  [2024-10-25]. （原始内容存档于2021-06-08）.
59. ↑  Jill Goldsmith. . Deadline Hollywood. 2020-11-17  [2024-10-25]. （原始内容存档于2021-03-08）.
60. ↑  Sarah Whitten. . CNBC. 2020-11-25  [2024-10-25]. （原始内容存档于2020-11-25）.
61. ↑  Alexandra Alter; Elizabeth A. Harris. . 紐約時報. 2020-10-31  [2024-10-25]. （原始内容存档于2022-11-22）.
62. ↑  Jill Goldsmith. . Deadline Hollywood. 2021-08-16  [2024-11-02]. （原始内容存档于2021-08-16）.
63. ↑  Dade Hayes. . Deadline Hollywood. 2021-09-28  [2024-11-02]. （原始内容存档于2021-09-28）.
64. ↑  Jill Goldsmith. . Deadline Hollywood. 2021-10-28  [2024-11-02]. （原始内容存档于2021-10-28）.
65. ↑  Todd Spangler. . Variety. 2021-11-30  [2024-11-02]. （原始内容存档于2021-11-30）.
66. ↑  Joe Flint. . 華爾街日報. 2022-01-05  [2024-11-07]. （原始内容存档于2022-01-06）.
67. ↑  Ashley Farley. . 漫畫書資源網. 價值網. 2022-01-13  [2024-11-07]. （原始内容存档于2022-01-14）.
68. ↑  Lesley Goldberg; Alex Weprin. . 好萊塢報道. 2022-01-05  [2024-11-07]. （原始内容存档于2022-01-06）.
69. ↑  Nellie Andreeva. . Deadline Hollywood. 2022-01-06  [2024-11-07]. （原始内容存档于2023-04-25）.
70. ↑  Nicole Bitette. . 派拉蒙全球. 2020-01-17  [2024-10-23]. （原始内容存档于2025-06-19）.
71. ↑  Matt Donnelly. . Variety. 2023-03-24  [2024-10-23]. （原始内容存档于2025-04-07）.
72. ↑  Georg Szalai. . 好萊塢報道. 2020-12-29  [2024-10-23]. （原始内容存档于2022-04-14）.
73. ↑  . 美通社. 2018-06-12  [2024-10-23]. （原始内容存档于2023-10-01）.
74. ↑  . 派拉蒙全球公司.   [2024-10-23]. （原始内容存档于2022-02-16）.

## 外部連接
- 官方网站
- 派拉蒙全球的X（前Twitter）
- LinkedIn上的派拉蒙全球
- 派拉蒙全球的Instagram帳戶
- 派拉蒙全球的Facebook專頁
- 派拉蒙全球的Threads
- YouTube上的派拉蒙全球頻道
- 派拉蒙全球A類股的商業數據：  - Google
  - Reuters
  - SEC filings
  - Yahoo!
- 派拉蒙全球B類股的商業數據：  - Google
  - Reuters
  - SEC filings
  - Yahoo!